# Crna pčela drvarica
Crna pčela drvarica (lat. Xylocopa violacea) je vrsta insekta iz porodice pčela (Apidae). Najčešća je vrsta iz grupe pčela drvarica na ovim prostorima, ali i jedna od najvećih evropskih pčela. Takođe je autohtona na području azijskog kontinenta.

## Opis
Telo je dugo 19-25 mm, crno, prekriveno dlačicama, a krila imaju tamnoplav do tamnoljubičast odsjaj. Mužjaci imaju antene sa nekoliko segmenata narandžaste boje, što ih čini veoma prepoznatljivim. Ženke ove vrste prave gnezda tako što snažnim mandibulama formiraju tunele u mrtvom drvetu. Nakon parenja, koje se dešava u proleće, ženke jaja polažu unutar ćelija zajedno sa lopticom polena koja će poslužiti kao hrana za larvu. Na leto, izlaze odrasle jedinke koje će potom hibernirati tokom zime. Grupno prezimljavanje je karakteristično za ovu vrstu. Naime, pred zimu jedinke se zavlače u pogodne šupljine drveta, obronke i zaseke lesa, u stare zidove i slično. Na našim prostorima, ovo se dešava već u septembru. Ova vrsta nije agresivna i ubada samo ukoliko je primorana.

## Rasprostranjenje
Areal crne pčele drvarice obuhvata područje evropskog kontinenta na zapadu i proteže sve do Kine na azijskom kontinentu.
Xylocopa violacea je zabeležena na teritoriji Velsa 2006. godine, a 2007. godine je prvi put zabeleženo razmnožavanje ove vrste na teritoriji Velike Britanije. Zabeleženo je i širenje areala crne pčele drvarice na sever u Francuskoj, Nemačkoj i Kanalskim ostrvima.

## Galerija
- Mužjak
- Ženka
- Iz Ujedinjenih Arapskih Emirata
- Iz Barselone
- Iz Francuske
- Poprečni presek ćelija gnezda